# Hotaru Yamaguchi
Hotaru Yamaguchi (山口 蛍 Yamaguchi Hotaru?, Nabari, Mie, 6 de octubre de 1990) es un futbolista japonés que juega en la demarcación de centrocampista para el V-Varen Nagasaki de la J2 League.

## Biografía
Tras jugar en la cantera del club, debutó con el primer equipo del Cerezo Osaka en 2009, aunque no jugaba apenas. Yamaguchi empezó a jugar bastantes más minutos en 2011, marcando su primer gol como futbolista contra el Urawa Reds. En 2012, tras el fichaje de Fábio Simplício, Yamaguchi fue colocado como centrocampista atacante al final de la temporada, en la cual hizo un total de 30 apariencias.

## Selección nacional
En julio de 2013, Yamaguchi fue convocado por primera vez para la selección de fútbol de Japón por el seleccionador Alberto Zaccheroni para jugar el Campeonato de Fútbol del Este de Asia 2013, donde jugó todos los partidos y fue elegido mejor jugador del torneo. El 12 de mayo de 2014 fue confirmado por Alberto Zaccheroni para disputar la Copa Mundial de Fútbol de 2014.
El 31 de mayo de 2018 el seleccionador Akira Nishino lo incluyó en la lista de 23 para el Mundial.

### Participaciones en Copas del Mundo
| Torneo                         | Sede   | Resultado        | Partidos | Goles |
| ------------------------------ | ------ | ---------------- | -------- | ----- |
| Copa Mundial de Fútbol de 2014 | Brasil | Primera fase     | 3        | 0     |
| Copa Mundial de Fútbol de 2018 | Rusia  | Octavos de final | 3        | 0     |

### Goles internacionales
| # | Fecha                   | Estadio                                   | Oponente      | Gol | Resultado | Competición                                          |
| - | ----------------------- | ----------------------------------------- | ------------- | --- | --------- | ---------------------------------------------------- |
| 1 | 5 de agosto de 2015     | Wuhan Sports Center Stadium, Wuhan, China | Corea del Sur | 1-1 | 1-1       | Campeonato de Fútbol del Este de Asia 2015           |
| 2 | 6 de octubre de 2016    | Estadio Saitama 2002, Saitama, Japón      | Irak          | 2-1 | 2-1       | Clasificación para la Copa Mundial de Fútbol de 2018 |
| 3 | 19 de noviembre de 2019 | Estadio de Fútbol de Suita, Suita, Japón  | Venezuela     | 1-4 | 1-4       | Amistoso                                             |

## Clubes
| Club             | País     | Año       | Partidos | Goles |
| ---------------- | -------- | --------- | -------- | ----- |
| Cerezo Osaka     | Japón    | 2009-2015 | 175      | 14    |
| Hannover 96      | Alemania | 2016      | 6        | 0     |
| Cerezo Osaka     | Japón    | 2016-2018 | 100      | 5     |
| Vissel Kobe      | Japón    | 2019-2024 | 242      | 29    |
| V-Varen Nagasaki | Japón    | 2025-     | 5        | 0     |

## Palmarés

### Campeonatos nacionales
| Título             | Club         | País  | Año  |
| ------------------ | ------------ | ----- | ---- |
| Copa J. League     | Cerezo Osaka | Japón | 2017 |
| Copa del Emperador | Cerezo Osaka | Japón | 2017 |
| Copa del Emperador | Vissel Kobe  | Japón | 2019 |
| Supercopa de Japón | Vissel Kobe  | Japón | 2020 |
| J1 League          | Vissel Kobe  | Japón | 2023 |
| Copa del Emperador | Vissel Kobe  | Japón | 2024 |
| J1 League          | Vissel Kobe  | Japón | 2024 |

### Campeonatos continentales
| Título                                | Club               | País          | Año  |
| ------------------------------------- | ------------------ | ------------- | ---- |
| Juegos Asiáticos                      | Selección de Japón | China         | 2010 |
| Campeonato de Fútbol del Este de Asia | Selección de Japón | Corea del Sur | 2013 |

### Distinciones individuales
| Distinción                                              | Año  |
| ------------------------------------------------------- | ---- |
| Mejor jugador del Campeonato de Fútbol del Este de Asia | 2013 |